# Christiane Watel
Pour les articles homonymes, voir Watel.
Christiane Watel (née le 14 avril 1934) est une pongiste française.
Elle a remporté 19 titres au total lors des Championnats de France de tennis de table, dont huit en simple (de 1952 à 1956, 1963 et 1965), quatre en double dames (associée à Sophie Betling puis à Claude Rougagnou) et sept en double-mixte (avec René Roothooft puis Gérard Chergui). Elle a remporté ses derniers titres sous le nom de Christiane Mathieu-Watel.
Elle a terminé à la 4e place lors des Championnats du monde par équipes de tennis de table en 1955.
Elle avait un style de jeu défensif, analogue à celui de Guy Amouretti, avec une grande vitesse de déplacement et un redoutable revers offensif.